# Préjudice esthétique
Un préjudice esthétique se caractérise par des cicatrices, déformations, marques et séquelles d'un accident.
Comme le pretium doloris il est évalué sur une échelle allant de 1 (très léger) à 7 (très important) et d’une manière assez subjective par l’expert.
Son évaluation dépend notamment, outre la gravité retenue par l’expert, d’autres paramètres comme l’âge, le sexe, le statut social.
Si les séquelles esthétiques ont des répercussions sur la carrière professionnelle de la personne, c’est plutôt dans le cadre du préjudice professionnel qu’elles seront prises en compte.

## Source
- Barème de la Cour d'appel d'Aix-en-Provence 2003/2004